# The Awful Truth (1929)
The Awful Truth é um filme de comédia romântica produzido nos Estados Unidos e lançado em 1929. É atualmente considerado um filme perdido.